# Carpesica
Carpesica (Carpésega in veneto) è una frazione del comune di Vittorio Veneto, in provincia di Treviso.

## Geografia fisica
Carpesica è posta su un colle che continua quello su cui si concentra il centro di Ogliano di Conegliano, con cui confina sul versante sud. A est si apre sulla vallata del vittoriese, dove si estende la grande zona industriale di San Giacomo di Veglia. A nord, Carpesica è tagliata dall'Autostrada A27, che la divide dall'altra frazione, Cozzuolo, e da Ceneda. Infine, a ovest, l'area paesaggisticamente più rilevante, con l'ampia vallata coperta di vigne e case rurali, che si apre sui colli di Formeniga e di Confin.

## Storia
Sotto il Regno Lombardo-Veneto rappresentò una frazione del comune di San Giacomo di Veglia e, con la soppressione di quest'ultimo, di Ceneda.

## Monumenti e luoghi d'interesse

### Chiesa di San Daniele
La chiesa, posta in luogo leggermente rialzato rispetto al centro abitato (che guarda sulla vallata di Vittorio Veneto), ha veduta panoramica sui colli di Manzana e Formeniga; vi si accede attraverso il viale che collega la chiesa al cimitero. Divenuta parrocchiale nel 1713, ha assunto l'attuale aspetto solo a partire dal 1826, per essere completata nei primi decenni del Novecento.
Esternamente, la chiesa si presenta con facciata a salienti, con quattro paraste bianche a delimitare i tre diversi volumi, intonacati di giallo. La parte centrale termina con un timpano. Una finestra a mezzaluna sovrasta il portale, anch'esso timpanato.
L'interno, a tre navate e reso luminoso dalle finestre delle pareti laterali, è abbellito da ampie arcate a tutto sesto e da marmi policromi.

### Monumento ai caduti e campanile
Nel cortile antistante la chiesa, presso il parapetto della terrazza che, ombreggiata da cipressi, guarda sulle vigne e su Formeniga, è posta una colonna votiva in ricordo dei caduti di carpesica nella Grande Guerra. Tre gradini sostengono un basamento con affisse sui quattro lati le lapidi marmoree con foto e nomi delle vittime, su cui si alza la colonna, coronata da un'aquila spiccante il volo.
Sul lato opposto del cortile, il campanile, edificio più recente della chiesa, innalzato nel secondo Ottocento. Il parallelepipedo, forato a livello della cella campanaria da una bifora per lato, è caratteristico per due ragioni: la terminazione a corona, e l'inconfondibile orologio dal singolare fondo azzurro circondato da una fascia bianca.